# Vieux Langlade
Le terroir du Vieux Langlade est un très ancien terroir viticole situé en garrigue, au sein de la Vaunage. Il est en coteaux du Languedoc et se situe à quelques kilomètres des Costières de Nîmes, entre Languedoc et Provence.
Plus précisément, il est situé sur la commune de Langlade à 12 km de Nîmes et non loin de Sommières. Les vins issus de ses vignes sont appréciés depuis le XVe siècle. Le roi René installé à Tarascon et d'autres Seigneurs étrangers venaient ainsi s'y approvisionner. 
Le sol est argilo-calcaire, et les vignes sont pour la plupart en flanc de colline. 
Le plus ancien producteur de vins actuel sur ce terroir est le Château Langlade.